# Popiersie Władysława Stanisława Reymonta w Lipcach Reymontowskich
Popiersie Władysława Stanisława Reymonta – popiersie odsłonięte 7 maja 2016 w Lipcach Reymontowskich przy ul. Wiatracznej 10.

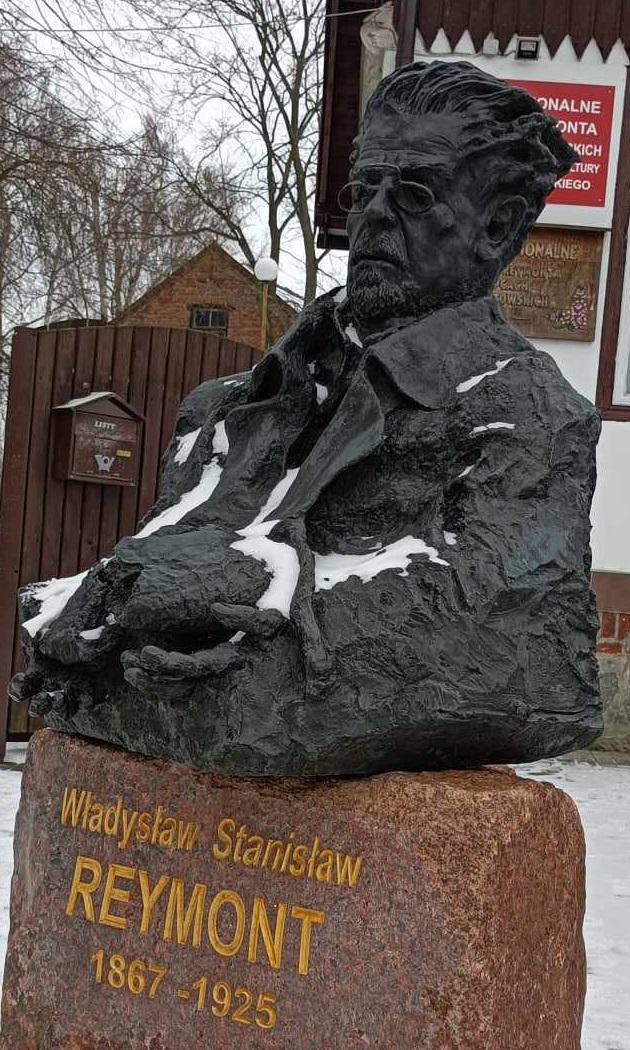
Popiersie Władysława Stanisława Reymonta przed Muzeum Regionalnym w Lipcach Reymontowskich (2024).

Autorem rzeźby jest Maksymilian Biskupski. Popiersie zostało odsłonięte z okazji 149. rocznicy urodzin Władysława Stanisława Reymonta przed budynkiem Muzeum Regionalnego jego imienia.